# ديفيد تايلور (طبيب بيطري)
ديفيد تايلور (بالإنجليزية: David Conrad Taylor)‏ هو طبيب بيطري وكاتب بريطاني، ولد في 11 فبراير 1934 في روتشديل في المملكة المتحدة، وتوفي في 29 يناير 2013.